# Ernst Feder
Ernst Feder (Berlim, 18 de março de 1881 — Berlim, 29 de março de 1964) foi um editor, jornalista e escritor alemão.
Estudou Direito, História e Ciências Políticas na Alemanha, e assim iniciou sua vida profissional como advogado. Mais tarde foi  editor de um jornal berlinense, o "Berliner Tageblatt". 
Quando a Alemanha decidiu entrar na Liga das Nações, Feder participou com sucesso das negociações, sendo então escolhido para presidente do Grupo de Trabalho da Imprensa Alemã.
Ernst Feder casou-se em 1913 com Erna Zoebel, filha de Fanny Zoebel. Era Erna quem datilografava os intermináveis diários que Ernst preenchia diuturnamente.
Opositores do nazismo, o casal se viu obrigado ao refúgio. Foram para Paris, passando pela Suíça antes. Feder então, participa da criação do jornal Pariser Tageblatt. 
Em outubro de 1939, mesmo tendo perdido sua nacionalidade alemã devido às leis antissemitas, foi preso no campo "La Braconne", por ironia, justamente por ser alemão. 
Depois de solto e fazer várias tentativas de obtenção de um visto americano, consegue permissões para ele e Erna, mas para o Brasil.

## Vinda para o Brasil
O casal chega em julho de 1941 ao Brasil, e Ernst torna-se rapidamente um jornalista conhecido. Trabalhou em diversos jornais brasileiros como o A Noite, com o pseudônimo "Spectator". Segundo , Feder publicou alguns artigos sobre Goethe, como Goethes Liebe zu Brasilien (O Amor de Goethe pelo Brasil). 
Ernst também era um grande conhecedor da obra de Stefan Zweig e seu amigo pessoal. Foi o último a vê-lo com vida, antes de seu suicídio com a esposa. .

## Retorno para a Alemanha
Os Feder voltaram para a Alemanha em 1958, devido a convite do então presidente Theodor Heuss. Também estavam com problemas de saúde. Ernst morreu em março de 1964, aos 83 anos. Sua esposa ainda viveu até 1973, quando tinha 80 anos.
Seus diários estão no acervo do Leo Baeck Institute, e seu preciosismo no registro de tantos anos de uma trajetória dedicada ao jornalismo é uma valiosa contribuição à memória da imprensa alemã e brasileira.